# Dilan Dog 666. Prvi tom
Dilan Dog 666. Prvi tom je kolekcionarsko izdanje Dilan Doga, kojeg čine prve tri epizode redovne edicije posle udara meteora. Objavio ga je Veseli četvrtak 11. avgusta 2022. u luksuznom izdanju formata A4 sa tvrdim koricama na preko 300 strana. Epizode su objavljene pre nego što su objavljene u okviru regularne edicije Dilan Dog, koju izdaje Veseli četvrtak. Prodavalo se po ceni od 3.200 dinara (27,2 €). 

## Epizode
Knjiga sadrži tri epizode #192-194 (prema numeraciji Veslog četvrtka), koje su kasnije izašle pod nazivima u periodu novembar-decembar 2022: 
-192 Crna zora
-193 Crveni sumrak
-194 Sečivo, mesec i ork

## Originalne epizode
Originalno, ove epizode su se pojavile u Italiji u #401-403 (prema numeraciji Bonelija).
-401 L’abra nera (30.1.2020)
-402 Il tramonto rosso (29.2.2020)
-403 La lama, le luna e lorco (31.3.2020)

## Značaj epizoda
Ovo su prve tri od šest epizoda posle udara Meteora koje, u stvari, predstavljaju ponovo nacrtane i prerađene prvih šest epizoda Dilan Doga izašle 1986. godine (i bivšoj Jugoslaviji 1987. i 1988. godine). Radi se o epizodama:  Doktor Ksabaras, Džek Trbosek, Noći punog meseca, Priviđenje Ane Never, Ubice i Demonska lepota.

## Lik Dilana Doga
Iako je ovo bio Dilan iz drugog univerzuma, neke karakterne crte ličnosti ostale su iste. Kako objašnjava Rekioni: "Ne mislim da sam izokrenuo Dilana, naprotiv. Ova "Godina jedan" Ciklusa 666 je naglašavanje ključnih elemenata Dilana, jer u ovim brojevima vidimo da se oni vraćaju na svoje mesto. Po mom mišljenju, elementi koji karakterišu Dilana su uvek isti: empatija, romantizam, sposobnost da se projekuje na drugačije "čudovište" i zauzme njihovu stranu, te na kraju sumnja, tj. ono što čini Dylanove priče nepredvidljivim i razlikuje ih od Texa. Dylan nije lik pun uverenja, ne nosi uvek istinu u džepu, nije uvek sposoban razlikovati dobre od loših ljudi, dovodi u pitanje ne samo sve oko sebe, nego i sebe samog."

## Naslovna strana
Za naslovnu stranu ove knjige uzeta je naslovna strana #192 pod nazivom Crna zora, koja je u Srbiji izašla u okviru redovne edicije u novembru 2022. god.